# 서흥원
서흥원(徐興原, 1965년 6월 12일~)은 대한민국의 정치인이다. 제37대 양구군수이다.

## 학력
- 양구국민학교 (졸업)
- 양구중학교 (졸업)
- 양구고등학교 (졸업)
- 한림대학교 경영대학 (경영학 / 석사)

## 경력
- 민주평화통일자문회의 양구군협의회 간사
- 양구군선거관리위원회 부위원장
- 양구중·고등학교 총동문회 실무부회장
- 양구어린이축구교실단 단장
- 비봉초등학교 운영위원회 위원장
- 양구초등학교 운영위원회 위원장
- 양구군통합방위위원회 위원
- 양구군테니스협회 회장
- 양구신협 이사장
- 양구군체육회장
- 용하중학교 운영위원회 위원장
- 양구군학교체육진흥위원회 위원장
- 지체장애인양구군지회후원회 회장
- 한림대학교 경영대학원 총동문회 회장
- 2022.07 ~ : 제37대 민선 8기 강원도 양구군수

## 역대 선거 결과
| 실시년도 | 선거      | 대수 | 직책 | 선거구      | 정당     | 득표수  | 득표율          | 순위 | 당락 | 비고           |
| -------- | --------- | ---- | ---- | ----------- | -------- | ------- | --------------- | ---- | ---- | -------------- |
| 2022년   | 지방 선거 | 37대 | 군수 | 강원 양구군 | 국민의힘 | 5,201표 | \| \| 41.51% \| | 1위  |      | 초선, 민선 8기 |
|          | 41.51%    |      |      |             |          |         |                 |      |      |                |

| 전임 조인묵 | 제37대 강원도 양구군수 2022년 7월 1일~2023년 6월 10일 | 후임 (강원특별자치도 양구군의 승격) |

| 전임 (강원도 양구군의 승격) | 제37대 강원특별자치도 양구군수 2023년 6월 11일~ |  |